# Pia Wunderlich
Pia Wunderlich (Schwarzenau, 26 de janeiro de 1975) é uma futebolista alemã. Foi medalhista olímpica pela seleção de seu país.

## Carreira
Pia Wunderlich representou a Seleção Alemã de Futebol Feminino, nas Olimpíadas de 1996 e 2004. 